# ドラえもん 夢どろぼうと7人のゴザンス
『ドラえもん 夢どろぼうと7人のゴザンス』は、セガが1993年3月26日に発売したメガドライブ用ゲームソフト。
漫画『ドラえもん』（1969年 - 1996年）を題材とした作品である。

## 概要
ドラえもんを操作するアクションゲーム。じゃんけんなどのミニゲーム要素がある。
ドラえもんのコンピュータゲームで唯一のメガドライブ用ソフト。
「SEGA」ロゴの画面でドラえもんが音声合成で「セーガー」とボイスを発するのが特徴である。
特製のカンペンケース、鉛筆、消しゴムが入った文具セットが付属していた。
日本国外では、大韓民国のみで正規に発売された。日本版のROMのままであるため、ゲーム内容は、日本語であった。

## ゲーム内容

### ステージ構成
- のび太の町
- 空き地
- 海
- 宇宙

## キャラクター
- ドラえもん（声：大山のぶ代）
- のび太
- ジャイアン
- スネ夫
- しずか
- ゴザンス
  - ゴザンストット
  - ゴザンストド
  - ゴザンスサーイ
  - ゴザンスピョン
  - ゴザンスガバ
  - ゴザンスチュータ
  - ゴザンスイタコ
- ワンダラス

## スタッフ
- ディレクション：石井達也
- ゲーム・デザイン：久礼深雪
- メイン・プログラム：小野寺正
- サブ・プログラム：U.C
- グラフィック・デザイン 
  - ドラえもん：林宏樹
  - エネミー：高梨誠（ネクサスインターラクト）
  - デモ：林宏樹、渡辺明美
  - ステージ：高橋章、斉藤智晴（ウインズ）、延東史郎（ウインズ）
- サウンド：島村孝一
- サウンド・アシスト：鎌谷千佳子、しぶやじゅんこ
- マニュアル：渡辺貴生 (DEZAIRA)、さかいはじめ
- サンクス：大岡良樹
- プロデュース：渡部雅人

## 評価
- ゲーム誌『ファミコン通信』の「クロスレビュー」では7・7・6・5の合計25点（満40点）となっている[2]。

- ゲーム誌『メガドライブFAN』の読者投票による「ゲーム通信簿」での評価は以下の通り20.6点（満30点）となっている[3]。

| 項目 | キャラクタ | 音楽 | お買得度 | 操作性 | 熱中度 | オリジナリティ | 総合 |
| 得点 | 4.0        | 3.2  | 3.4      | 3.4    | 3.0    | 3.5            | 20.6 |

- ゲーム本『メガドライブ大全』（2004年、太田出版）では、「キャラもの=子供向け=『何回ミスしてもゲームオーバーにならなきゃいい』と思考回路がショートしたのか（中略）何をしても増殖する残りドラ」、「放出したタマは取り返すのがセガの掟とばかりに、地面は穴ぼこだらけ、空中の足場は渡りにくく、嫌なところに必ず配置されてるザコ。（中略）対ボス戦は『あっちむいてホイ』や『イス取りゲーム』だけど、ほのぼのできねえ」と評している[4]。